# Josha Vagnoman
Josha Vagnoman (Hamburgo, Alemania, 11 de diciembre de 2000) es un futbolista alemán que juega de defensa en el VfB Stuttgart de la 1. Bundesliga.

## Trayectoria
Josha Vagnoman pasó por todas las categorías inferiores del Hamburgo hasta llegar al primer equipo en 2018. Antes de debutar con los profesionales ya era pretendido por equipos como el Chelsea o el Arseanal Debutó con el primer equipo ante el Bayern de Múnich fuera de casa que el partido se saldó con derrota por un contundente 6-0 e histórico para los bávaros, también fue convocado para los partidos ante el Stuttgart y el Hoffenheim. 
En la siguiente temporada Josha fue alternando el filial con el primer equipo llamando la atención tanto al primer entrenador Christian Titz como al segundo Hannes Wolf. hasta la fecha lleva jugado 15 partidos en total. 8 con el primer equipo 15 de liga y 1 de copa y 7 con el filial mostrando buenas sensaciones.

## Selección nacional
El 17 de marzo de 2023 fue convocado por primera vez con la selección de Alemania para dos amistosos contra Perú y Bélgica. Debutó el día 28 en la derrota por dos a tres ante los belgas.

## Clubes
| Club           | País     | Año       |
| -------------- | -------- | --------- |
| Hamburgo S. V. | Alemania | 2018-2022 |
| VfB Stuttgart  | Alemania | 2022-     |

## Palmarés

### Títulos nacionales
| Título           | Club          | País     | Año  |
| ---------------- | ------------- | -------- | ---- |
| Copa de Alemania | VfB Stuttgart | Alemania | 2025 |

### Títulos internacionales
| Título          | Club (*)        | Sede                | Año  |
| --------------- | --------------- | ------------------- | ---- |
| Eurocopa Sub-21 | Alemania sub-21 | Hungría · Eslovenia | 2021 |

(*) Incluyendo la selección.